# Mirošovice
Mirošovice är en ort i Tjeckien.   Den ligger i regionen Mellersta Böhmen, i den centrala delen av landet, 29 km sydost om huvudstaden Prag. Mirošovice ligger 347 meter över havet och antalet invånare är 894.
Terrängen runt Mirošovice är platt åt nordväst, men åt sydost är den kuperad. Runt Mirošovice är det ganska tätbefolkat, med 54 invånare per kvadratkilometer. Närmaste större samhälle är Benešov, 14,3 km söder om Mirošovice. I omgivningarna runt Mirošovice växer i huvudsak blandskog.